# DKW Schnellaster
O DKW Schnellaster, também conhecido como DKW F89 L, foi um furgão produzido pela DKW de 1949 a 1962. Junto com o carro de passeio DKW F89, foi o primeiro veículo a ser fabricado pelo novo conglomerado Auto Union em Ingolstadt após o restabelecimento do negócio na Alemanha Ocidental. Schnellaster pode ser traduzido como "Transportador Rápido".

## Design

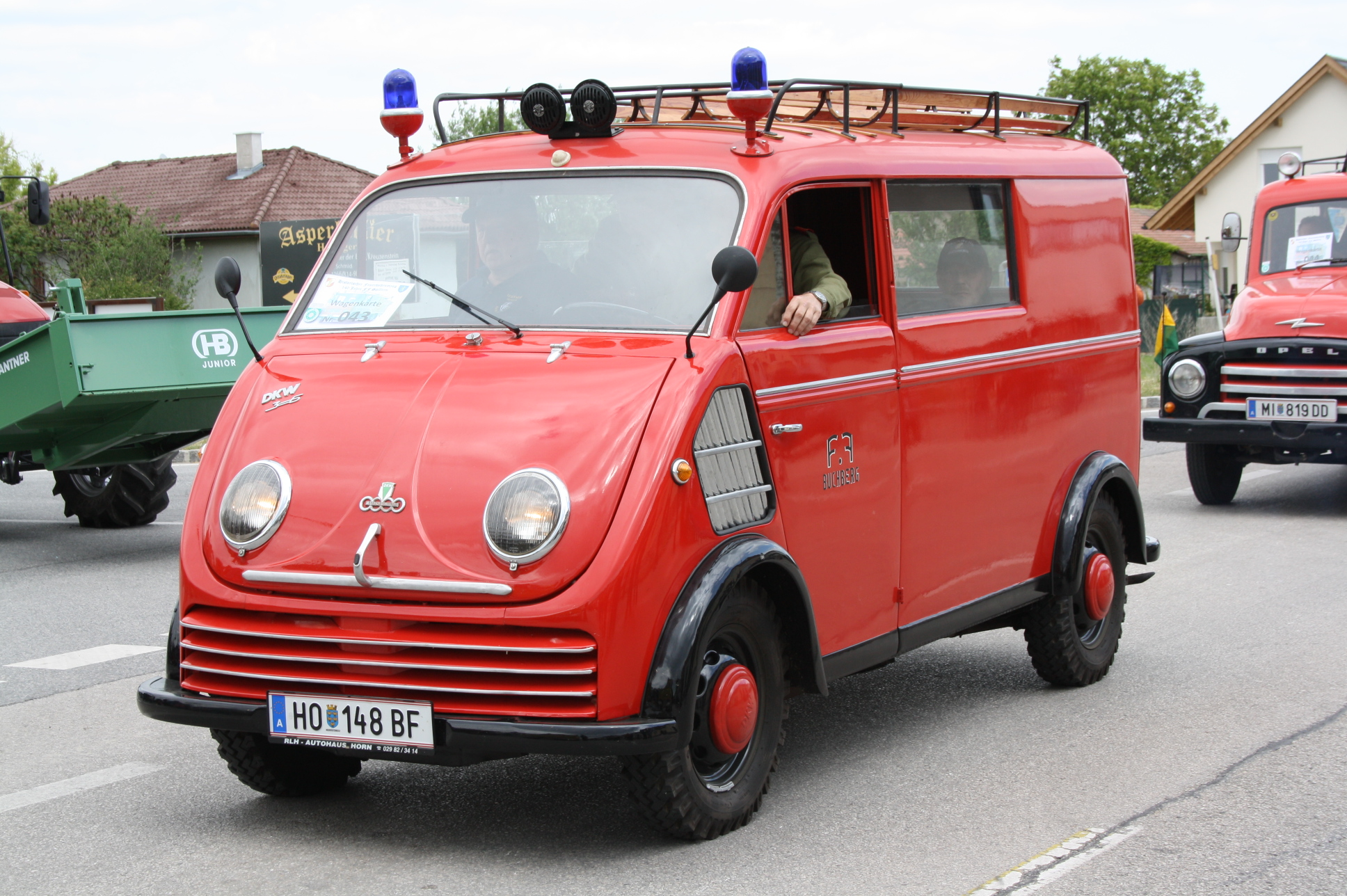
DKW Schnellaster furgão

O Schnellaster é de uma configuração de um volume com rodas dianteiras colocadas para frente na cabine de passageiros, um capô aerodinâmico curto e inclinado, tração dianteira, motor transversal (apenas modelos antigos de dois cilindros), piso de carga plano com assentos flexíveis e acomodações de carga. Essas mesmas características fazem do Schnellaster um precursor da minivan moderna, uma configuração de carroceria posteriormente popularizada em exemplos notáveis como o Renault Espace, ou o Chrysler Voyager/Dodge Caravan e, mecanicamente, do BMC Mini, além da maioria dos carros modernos.
O furgão incluía um sistema de suspensão traseira de braço oscilante incorporando molas no conjunto da barra transversal. O layout moderno apresentava um motor de dois tempos de 700 cc e dois cilindros do DKW F8 pré-guerra avaliado em 20 cv (22 cv após 1952). Em 1955, o furgão recebeu a unidade de três cilindros do DKW F9 com 900 cc, produzindo 32 cv.
O layout do furgão permitiu um piso de carga plano a apenas 40 cm do chão. Ele também foi equipado com uma grande porta traseira única fixada em dobradiças no lado direito.

## Mercados mundiais

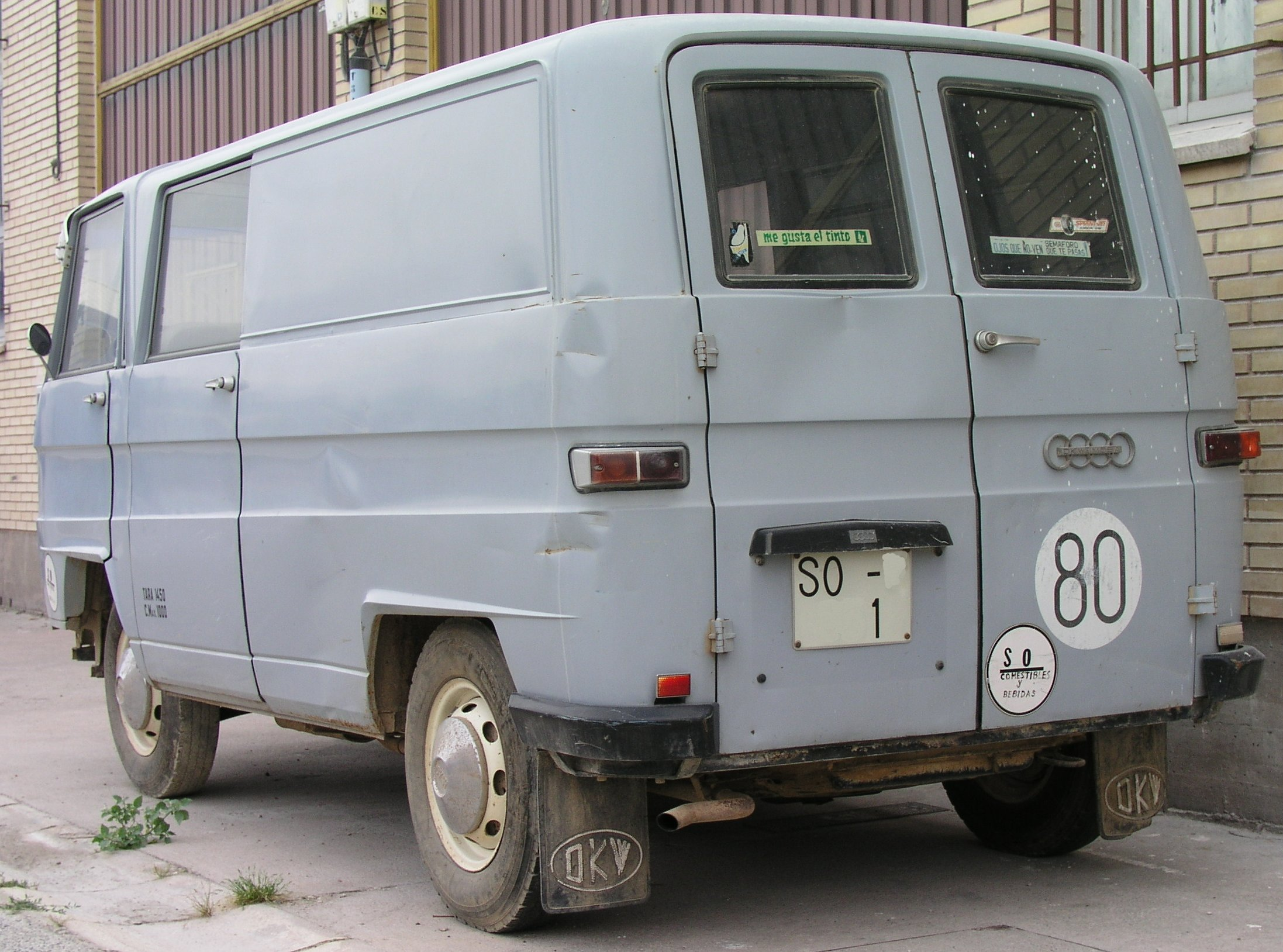
Furgão DKW F 1000 L de fabricação espanhola

O furgão também foi produzido em Vitoria, na Espanha, pela subsidiária Industrias del Motor S.A. (IMOSA) a partir de 1954. Na Espanha, DKW se tornou um termo comum para qualquer furgão, e ainda é usado hoje. A subsidiária espanhola também produziu um sucessor moderno com carroceria totalmente nova, introduzido em 1963 e chamado de DKW F1000 L. Este furgão começou com o motor DKW de três cilindros e 981 cc e dois tempos, mas depois recebeu um motor a diesel Mercedes-Benz e foi finalmente renomeado como Mercedes-Benz em 1975.
O produtor finlandês de veículos pesados Suomen Autoteollisuus montou uma série de dez Schnellaster em Karis, na Finlândia, na virada de novembro de 1956. O veículo foi denominado Donau-Sisu. As carrocerias foram soldadas na Finlândia usando acessórios entregues da Alemanha Ocidental. A soldagem da carroceria completa levou apenas duas horas por unidade. Havia planos para uma produção em larga escala, mas ela não foi iniciada porque o veículo tecnicamente arcaico não atendia às necessidades dos potenciais clientes finlandeses. Um Donau-Sisu reparável sobreviveu e foi salvo por entusiastas de veículos antigos no final de 2011.

### Argentina
De 1960 a 1969, o furgão DKW foi fabricado sob licença pela Industrias Automotriz de Santa Fe (IASFe) na Argentina como Auto Union Combi, Pickup, Furgón e Ambulancia após produzir o Schnellaster por 10 anos. A fábrica fechou suas portas, mas a Industrias Mecánicas del Estado (IAME) continuou a produção do DKW F1000 L como Rastrojero Frontalito de 1969 a 1979 em versões de picape cabine simples e dupla e plataforma, van e furgão. O Frontalito F 71 recebeu o motor diesel Indenor 1948 cc XD88, assim como muitos outros veículos Rastrojero. A potência reivindicada é de 60 cv DIN. Em 1974, o Frontalito foi atualizado e agora era chamado de SM 81.